# Rumex pulcher
Oseille élégante, Oseille charmante, Rumex élégant
Espèce
Classification phylogénétique
Rumex pulcher est une espèce de plante à fleurs de la famille des polygonacées. Elle est originaire d'Eurasie et d'Afrique du Nord et on peut la trouver ailleurs, y compris dans certaines parties de l'Amérique du Nord, en tant qu'espèce introduite et adventice en bordure de route.

## Description
Elle est assez variable en apparence, et certaines autorités la divisent en plusieurs sous-espèces qui sont plus ou moins distinguables. En général, c'est une plante herbacée vivace produisant une tige mince et dressée à partir d'une racine pivotante épaisse, approchant les 70 centimètres de hauteur maximale. Le sommet de la plante peut se plier, surtout lorsque les fruits se développent. Les feuilles mesurent jusqu'à 10 ou 15 centimètres de long et sont de forme variable, bien que souvent oblongues avec un milieu étroit en forme rugueuse. L'inflorescence est composée de nombreuses branches, chacune étant une série interrompue de grappes de fleurs avec jusqu'à 20 dans chaque grappe, chaque fleur suspendue à un pédicelle. La fleur a généralement six tépales, dont les trois intérieurs sont bordés de dents et ont des tubercules en leur centre.